# TuS Neukölln 1865
Der Turn- und Sportverein Neukölln ist ein 1865 gegründeter Verein in Berlin-Neukölln. Er hat 21 Abteilungen für 18 Sportarten. Der Verein hat etwa 1200 Mitglieder. Der Verein entstand am 13. August 1947 durch eine Fusion des Neuköllner TV Friesen 1887, des TV Jahn Neukölln 1865 und des VfL Märkische Union Neukölln 1926.
Zu den Sportangeboten gehören Turnen, Gymnastik, Aerobic, Fitness, Rhönradturnen, Wassersport, Behindertensport, Kinderturnen, Mädchenturnen, Gymnastik (Tanzen), Sportkegeln, Leichtathletik, Triathlon, Handball, Faustball, Basketball und Volleyball.

## Abteilungen

### Handball
Die Handballabteilung hatte 2013/2014 über 320 Mitglieder in 21 Mannschaften. Die Erwachsenen-Teams spielen als HSG Neukölln Berlin in einer Spielgemeinschaft mit dem benachbarten TSC Berlin 1893 e. V. Die erste Damenmannschaft spielt in der Handball-Oberliga Ostsee-Spree (4. Liga).
Der Jugendbereich ist von 3 auf 15 Teams gewachsen. Dabei sind alle Altersklassen besetzt.

### Triathlon
In der Triathlon-Abteilung des TuS Neukölln sind etwa 85 Mitglieder aktiv. Die Frauen starten in der 1. Bundesliga, die Herren in der 2. Bundesliga. In der Regionalliga Ost unterhält der Verein jeweils ein Frauen-, ein Männer- sowie ein Mastersteam. Das Frauenteam startet unter dem Namen des Sponsors als Vivimed-Team.

### Basketball
Die Basketballabteilung wurde am 3. März 1975 gegründet und startete mit 44 Mitgliedern. Zum 1. Januar 2011 waren 235 Mitglieder in sämtlichen Altersklassen gemeldet. In der Saison 2008/09 wurden die männliche Ü55 und die männliche U16 Deutscher Vizemeister. Die Heimhalle befindet sich in der Albert-Schweitzer-Schule (Berlin-Neukölln). Im Verein spielten in ihrer Jugendzeit u. a. auch spätere Deutsche Nationalspieler wie Mithat Demirel oder Jan Jagla. Zudem begann die Bundesligaspielerin Semra Ilhan (BC Marburg) ihre Laufbahn im Verein.

### Tanzen
Die Tanzabteilung genannt Schrille Schrullen des Vereins besteht aus Rund 150 Teilnehmer/ -innen, welche in sieben verschiedene Gruppen eingeteilt sind. Die jüngsten Mitglieder sind die Schnuller. Die aufsteigenden Gruppen sind die Mini 1 gefolgt von den Mini 2, den Kleinen Teenies und den Teenies. Zum Schluss kommen die Erwachsenengruppen Ladys und Schrumpels.